# Ryo Tateishi
Ryo Tateishi (en japonés: 立石諒) (n. Prefectura de Kanagawa, 12 de junio de 1989) es un nadador profesional japonés y bronce olímpico de los 200 m braza en los Juegos Olímpicos de Londres 2012.

## Biografía
Ryo Tateishi participó en los Juegos Asiáticos de 2010 celebrados en Guangzhou. Ganó la medalla de plata en la prueba de 50 m braza. Además ganó la medalla de oro en los 100 m braza y en los 4 x 100 m estilos. Dos años más tarde participó en los Juegos Olímpicos de Londres 2012. En la prueba de 100 m braza se clasificó para la semifinal al acabar cuarto en las series, aunque no pasó a la final tras un tiempo de 59.93 en la primera semifinal, siendo el décimo mejor tiempo y por lo tanto, no optable para participar en la final. En la prueba de 200 m braza ganó la medalla de bronce con un tiempo de 2:08.29.